# Cantone di Saint-Germain-en-Laye
Il Cantone di Saint-Germain-en-Laye è una divisione amministrativa dell'Arrondissement di Saint-Germain-en-Laye.
È stato istituito a seguito della riforma dei cantoni del 2014, che è entrata in vigore con le elezioni dipartimentali del 2015.

## Composizione
Comprende i comuni di:
- Aigremont
- Chambourcy
- L'Étang-la-Ville
- Fourqueux
- Mareil-Marly
- Le Pecq
- Saint-Germain-en-Laye